# NuvaRing
NuvaRing é a marca de um anticonceptivo em forma de anel vaginal vendido pela MSD-Organon. É um anel plástico flexível que administra uma pequena dose de progesterona  e um estrógeno (15mcg) durante o decorrer de 3-4 semanas. A própria mulher retira e coloca o anel, não necessitando de um médico.O NuvaRing pode ser colocado com a mulher deitada, agachada, ou em pé.  A mulher deve introduzi-lo na vagina empurrando-o com o dedo até não senti-lo mais. Após colocado o anel não é sentido pela paciente. A colocação deve ser feita do primeiro ao quinto dia da menstruação e o anel deve permanecer no local por 21 dias. Para retirar o NuvaRing basta inserir o dedo na vagina e puxar o anel. Deverá ser feita uma pausa de 7 dias e um novo anel deve ser utilizado por mais 21 dias.
Anel impede a ovulação e quando ele não consegue impedir-la e ocorre a fecundação, forma-se o zigoto, anel impede a sua nidação através de alterações causadas à espessura do endométrio.

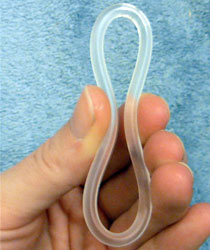
NuvaRing